# Здрок, Виктория
Виктория Здрок (англ. Victoria Zdrok; род. 3 марта 1973 года в Киеве, Украинская ССР) — американская порноактриса и фотомодель украинского происхождения.

## Карьера
Playmate мужского журнала «Playboy» в октябре 1994 года. Снялась в ряде порнографических фильмов. В 2004 году была номинирована на премию «AVN Awards» в категории «Лучшая сцена мастурбации» за порнофильм «Temptation». В 2004 году стала «Penthouse Magazine Pet of the Year».
Дважды была замужем, есть дочь Сильвана Мария (род. 2002).

## Фильмография
- 2009 — Guide to Great Sex
- 2007 — Best of Facesitting POV 3
- 2006 — Asses of Face Destruction
- 2006 — Soloerotica 9
- 2005 — For Your Ass Only
- 2005 — Assturbators 2
- 2005 — Three’s Cumpany
- 2004 — Lesbians in Lust
- 2004 — Dark Side
- 2003 — Temptation
- 2003 — Soloerotica 4
- 2002 — Bare-Skinned Captives
- 2000 — Centerfold Coeds: Girlfriends — Вера
- 1998 — Satin Smoke
- 1998 — Star of Jaipur